# Camden (Ohio)
Camden ist ein Village im Preble County im US-Bundesstaat Ohio. Die Einwohnerzahl lag entsprechend der Volkszählung von 2010 bei 2046.

## Geschichte
Camden wurde 1818 unter dem Namen Dover durch William Moore angelegt, dann wurde es in Newcomb nach Senator George Newcomb benannt. 1832 inkorporiert erhielt das Dorf schließlich seinen Namen von Camden (South Carolina).
1876 wurde der Erzähler Sherwood Anderson in Camden geboren, als der Ort wenig mehr als 700 Einwohner hatte. 
1880 gründete E. M. Kennedy eine Zeitung im Ort, die Camden Gazette, ein donnerstags erscheinendes Wochenblatt. Die Zeitung war die einzige Zeitung im County. Allerdings wurde sie 1884 von C. M. Hane herausgegeben. Die 1902 von W. E. McChristie gegründete Preble County News wurde ab 1906 von Ray R. Simpson herausgegeben, doch zog das Blatt nach dem Verkauf an Earl H. Irvin im selben Jahr nach Eaton um.
1958 schloss Ruth Bandtel Neff (1908–1998) ihre Masterarbeit über die Geschichte des Ortes ab; sie selbst arbeitete als Grundschullehrerin in Camden bis 1969. 

## Persönlichkeiten
- Rollin Raymond Rees (* 1865 in Camden; † 1935 in Anaheim), Politiker